# Hadena seminaria
Hadena seminaria là một loài bướm đêm trong họ Noctuidae.